# La casa dei sette falchi (film)
La casa dei sette falchi (The House of the Seven Hawks) è un film del 1959 diretto da Richard Thorpe.

## Trama
Primi anni del secondo dopoguerra. Un certo Anselm prende a nolo un battello, sul quale viene in seguito ritrovato morto. Le indagini sono affidate al comandante Nordley, ma ben presto incominciano i guai: Nordley scopre infatti una strana mappa nei bagagli del morto, per la quale finisce inspiegabilmente in carcere. Ad un certo punto Nordley scopre che il morto del battello era sul punto di scovare un tesoro nazista.

## Critica
(Leo Pestelli su La Stampa del 12 marzo 1960)